# قایق توپ‌دار کلاس یولین
قایق توپ‌دار کلاس یولین (به انگلیسی: Yulin-class gunboat) یک کلاس از قایق‌های توپ‌دار است که طول آن ۱۳ متر (۴۲ فوت ۸ اینچ) می‌باشد.